# 飛べ!京浜ドラキュラ
『飛べ！京浜ドラキュラ』（とべ！けいひんどらきゅら）は、日本のラジオドラマ及び、同作品のミュージカル舞台化された作品。

## 概要
声優事務所ぷろだくしょんバオバブの創立1周年を記念して、ニッポン放送のラジオドラマ枠「キリンラジオ劇場」にて1980年に放送された滝沢ふじお作によるラジオドラマ。1982年にはミュージカル化され、開館間もないシアターアプルにて上演された。共に当時の人気声優が多数出演しており、ミュージカルは声優による演劇の先駆けとされている。2016年にFMNACK5にてラジオドラマ「飛べ！京浜ドラキュラ〜2016〜」が放送された。

## あらすじ
集団就職で川崎の工場で働く青年の力也（頭）は、土曜の夜には暴走族「京浜ドラキュラ」の頭として、バイクに跨がる日々。対抗する暴走族グループの「横浜貴族」「アマゾネス」との勢力争いを繰り広げていたが、力也は「京浜ドラキュラ」の解散を宣言する。
力也、22歳のささやかな誕生日パーティで、店にいた学生正田は人力飛行機に夢を懸けていた。力也と正田の運命的な出会いが思わぬ展開を生む。

## ラジオドラマ

### 飛べ!京浜ドラキュラ

#### 放送概要
- 放送局：ニッポン放送ほか
- 放送期間：1980年9月15日〜1980年10月3日、「大入りダイヤルまだ宵の口」23時台放送のドラマ枠「キリンラジオ劇場」にて

#### 挿入歌
作詞：滝沢ふじお、作曲：中尾隆聖、編曲：桜庭伸幸
- 京浜ドラキュラの歌　（歌唱：石丸博也、中尾隆聖、緒方賢一、井上和彦）
- 空を飛べたら　（歌唱：石丸博也、中尾隆聖、緒方賢一、井上和彦、富山敬）
- ジョギングは海岸通り　（歌唱：滝沢久美子）

#### スタッフ
- 作：滝沢ふじお
- 演出：羽鳥篤男（ニッポン放送)
- 音楽：中尾隆聖、桜庭伸幸
- 制作：羽鳥篤男、南沢道義、中野徹

#### ソフト
- LPレコード：「バオバブパーティー2」 （キングレコード/K25A-120/1981年)

　※SIDE2に同ラジオドラマの一部を抜粋し収録。

### 飛べ!京浜ドラキュラ 〜2016〜

#### 放送概要
- 放送局：FMNACK5
- 放送日時：2016年8月8日 午前1時〜

#### スタッフ
- 演出：伊藤巧 （HHP)
- 制作：南沢道義

## ミュージカル
原作となるラジオ放送から2年余りで舞台化。ミュージカルを多く手掛けていた劇団薔薇座の野沢那智を演出に迎え上演。ラジオドラマのキャストに薔薇座の団員が加わっての配役となった。

### 上演概要
- 構成：2幕、15場
- 劇場：シアターアプル
- 上演：1982年12月25日〜1982年12月30日 （12回公演）

### ミュージカル・ナンバー
- 待ってたぜサタディーナイト
- 京浜ドラキュラの歌
- 横浜貴族よろしく
- 街道は俺達のサーキット
- ふつうの女
- 好きだなんて
- 0.5馬力はすばらしい
- 空を飛べたら
- ジョギングは海岸通り
- ハーバーが死んだ
- カンバック・ジョー
- ドリーム・俺の
- Yes! You are the hero!

### スタッフ
- 脚色：新美正雄
- 演出：野沢那智
- 音楽・音楽監督：越部信義
- 音楽：中尾隆聖
- 振付：チャチャ遠藤
- 舞台美術：村上蔀
- 照明：日高勝彦
- 衣装：神取宏全
- 舞台監督：加藤三季夫
- 演出補：木島恭
- 歌唱指導：島田恵積
- アクション指導：斉藤一行
- 制作：南沢道義
- 製作：シアターアプル、81プロデュース

### ソフト
- LPレコード：「飛べ！京浜ドラキュラ」 （キングレコード/K28A-363/1982年)

## キャスト
| 役名             | ラジオドラマ版(1980年) | ミュージカル版(1982年) | 飛べ!京浜ドラキュラ 〜2016〜 (2016年) |
| ---------------- | ---------------------- | ---------------------- | ------------------------------------- |
| 勝田力也 (頭)    | 石丸博也               | 中尾隆聖               | 白石兼斗                              |
| あけぼの         | 緒方賢一               | 石丸博也、玄田哲章     | 深谷悠                                |
| ハーバー         | 中尾隆聖               | 水島裕                 | 土田玲央                              |
| 帝国             | 井上和彦               | 井上和彦               | 德石勝大                              |
| シェル           | 滝沢久美子             | 戸田恵子               | 荻野葉月                              |
| ハマトラ         |                        | 山形ユキオ、豊田真治   | 陣谷遥                                |
| カンナイ         |                        | 屋良有作、岸野幸正     |                                       |
| マリン           |                        | 山田栄子、笹木綾子     | 天海由梨奈                            |
| フェリス         |                        | 森松久恵、荒川美奈子   | 新津実稀奈                            |
| モトマチ         |                        | 松岡洋子、林由美子     | 向井莉生                              |
| ミハマ           |                        | 原えりこ、伊藤真奈美   | 蘭乃和佳子                            |
| みっちゃん       | 吉田理保子             | 麻上洋子、吉田理保子   | 夏目佳子                              |
| 辻村社長         | 辻村真人               | 辻村真人               | 辻村真人                              |
| 小田原専務       |                        | 矢山治、さとまさのり   |                                       |
| アナウンサー     | 水島裕                 |                        |                                       |
| 山田放送記者     | 山田俊司               |                        |                                       |
| 運転手           | 屋良有作               |                        | 木村隼人                              |
| 正田智彦（博士） | 富山敬                 | 内田直哉、鈴置洋孝     | 長谷徳人                              |
| マスター（親父） | 富田耕生               | 嶋俊介                 | 中尾隆聖                              |
| ナレーター       | 富田耕生               |                        |                                       |